# Almvik, Malmö
Almvik är ett bostadsområde i södra Malmö.
Almvik och ligger mellan motorvägen E6 och Munkhättegatan, söder om Inre ringvägen. Vid Munkhättegatan har Almvik två hållplatser för stadsbuss för linje 2. Dessa heter Högaholm och Almviksgången.
I Almvik finns inga skolor. Närmaste grundskola ligger på Lindängen. Det finns dock två förskolor, Högaholms och Almviksgårdens förskola. Det finns en liten livsmedelsbutik i området. Bebyggelsen består nästan uteslutande av bostadsrätter från 1970-talet.
Almviks punkthus (Högaholm) är bland Malmös högsta bostadshus.
Närmast Yttre ringvägen ligger Katrinetorps herrgård, från 1799.